# Vila Oldřicha Vízka (Čisovice)
Vila Oldřicha Vízka v Čisovicích (číslo popisné 47) byla navržena v roce 1938 architektem Richardem Podzemným jako letní rodinný dům určený pro klienta (a jeho rodinu) ve středních Čechách. Uživatelem a investorem byl Oldřich Vízek – majitel krejčovského salonu v pražské Revoluční ulici. Forma domu je poplatná ideovému pojetí (tzv. Pěti bodům moderní architektury – funkcionalismu – z roku 1927) významného architekta 20. století, urbanisty, teoretika a malíře Le Corbusiera.

## Popis
Rodinný dům je umístěn na pozemku na hraně svahu nad obcí Čisovice s dalekým výhledem do okolní krajiny. Akademický architekt Richard Podzemný v návrhu uplatnil svůj vnímavý přístup ke krajině, jenž vyústil k vyvážené symbióze krajiny a objektu do jednoho harmonického celku. Vila v Čisovicích má přísný kubistický („krabicový“) tvar oživený jen pásovými okny a terasou. V protilehlých nárožích je objekt vylehčen piloty. V přízemí tohoto relativně malého domu s jednoduchým vnitřním členěním se nachází (v opticky uzavřeném prostoru při jihovýchodním nároží) servisní prostory, dále je v přízemí velká obytná hala a nezbytné schodiště do patra. To vede do nadzemního podlaží, kde se nachází dvojice ložnic. Motiv vnějších pilotů se ve formě štíhlých válcovitých podpor „kopíruje“ i do interiéru vily. V průčelí domu se nachází terasa ukončená párem kamenných zídek. Na konci této terasy navrhl architekt Richard Podzemný nepřehlédnutelný pilíř na jehož plochý vrchol umístil pískovcovou sochu – akt ženy jako zobrazení alegorie hudby. Zároveň tato skulptura zosobňuje „emociální a intimní“ prvek vily v kontrastu s architektonicky racionálně a puristicky pojatou koncepcí celého obytného domu. Obdobně pojatá plastika (reprezentující „citový“ prvek stavby) byla architektem Podzemným přenesena i do interiéru domu, kde byla začleněna do kompozice pánského pokoje.

## Dovětek
Původní černobílé fotografie vily Oldřicha Vízka v Čisovicích pořídili (kolem roku 1940) fotografové František Illek (1904-1969) a Alexandr Paul (1907-1981) z pražského fotografického studia: Illek & Paul.